# Apodemus pallipes
Apodemus pallipes је врста глодара из породице мишева (лат. Muridae). 

## Распрострањење
Ареал врсте покрива средњи број држава. Присутна је у следећим државама: Кина, Авганистан, Пакистан, Индија, Киргистан, Непал и Таџикистан.

## Станиште
Станишта врсте су шуме и планине. 

## Угроженост
Ова врста је наведена као последња брига, јер има широко распрострањење и честа је врста.